# Manlius (New York)
Manlius è un comune degli Stati Uniti d'America, situato nello stato di New York, nella contea di Onondaga.